# Сапёрный переулок (Санкт-Петербург)
Сапёрный переу́лок — переулок в Центральном районе Санкт-Петербурга. Проходит от улицы Маяковского до улицы Радищева.

## Происхождение названия
Носил названия 2-й Графский переулок в конце XVIII века, Кузнечный переулок с начала XIX века по 1858 год. Современное название носит с 1858 года, по находившимся по соседству казармам Сапёрного лейб-гвардии батальона.

## Примечательные здания

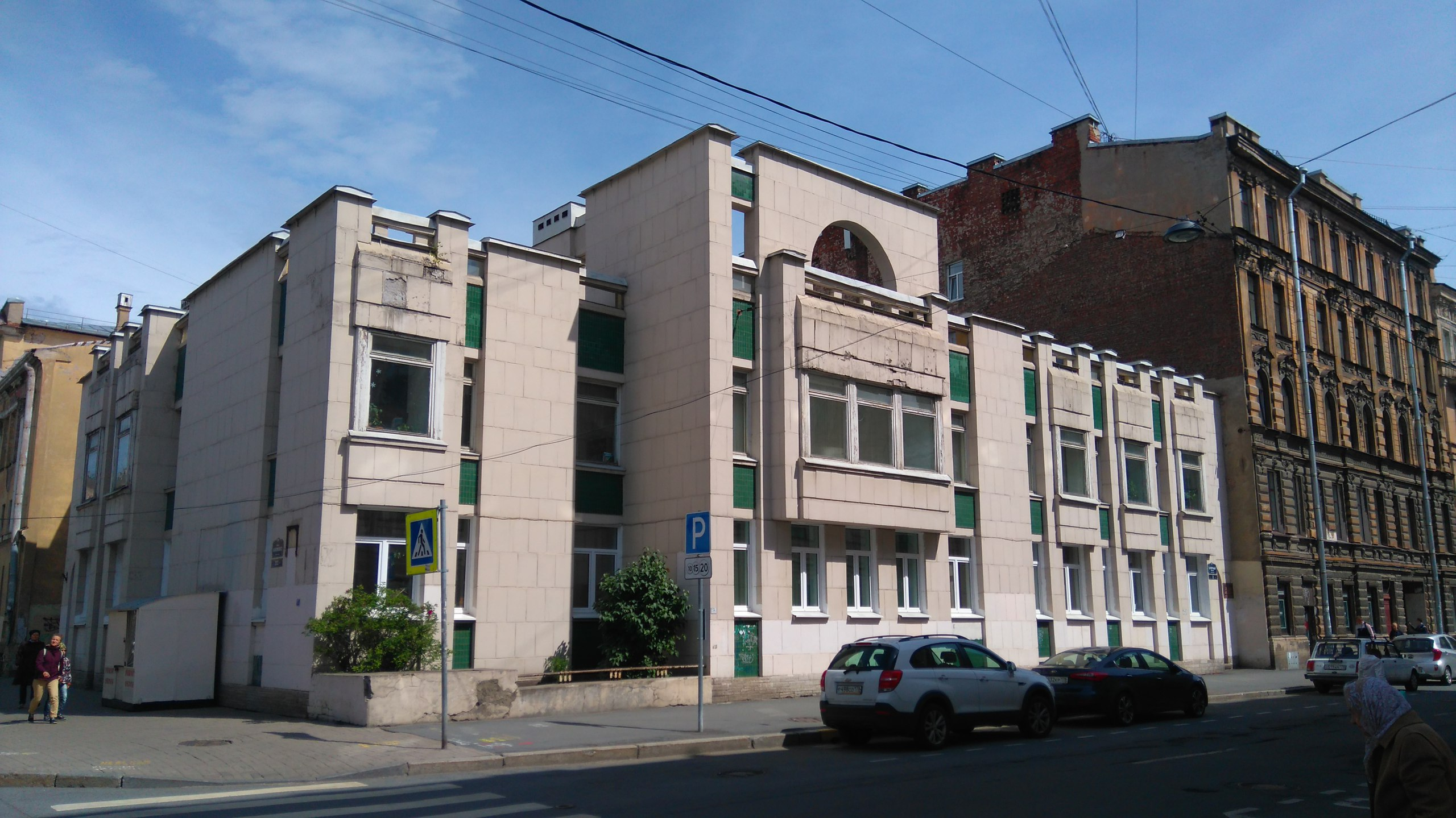
Детский сад (Сапёрный переулок, 2)

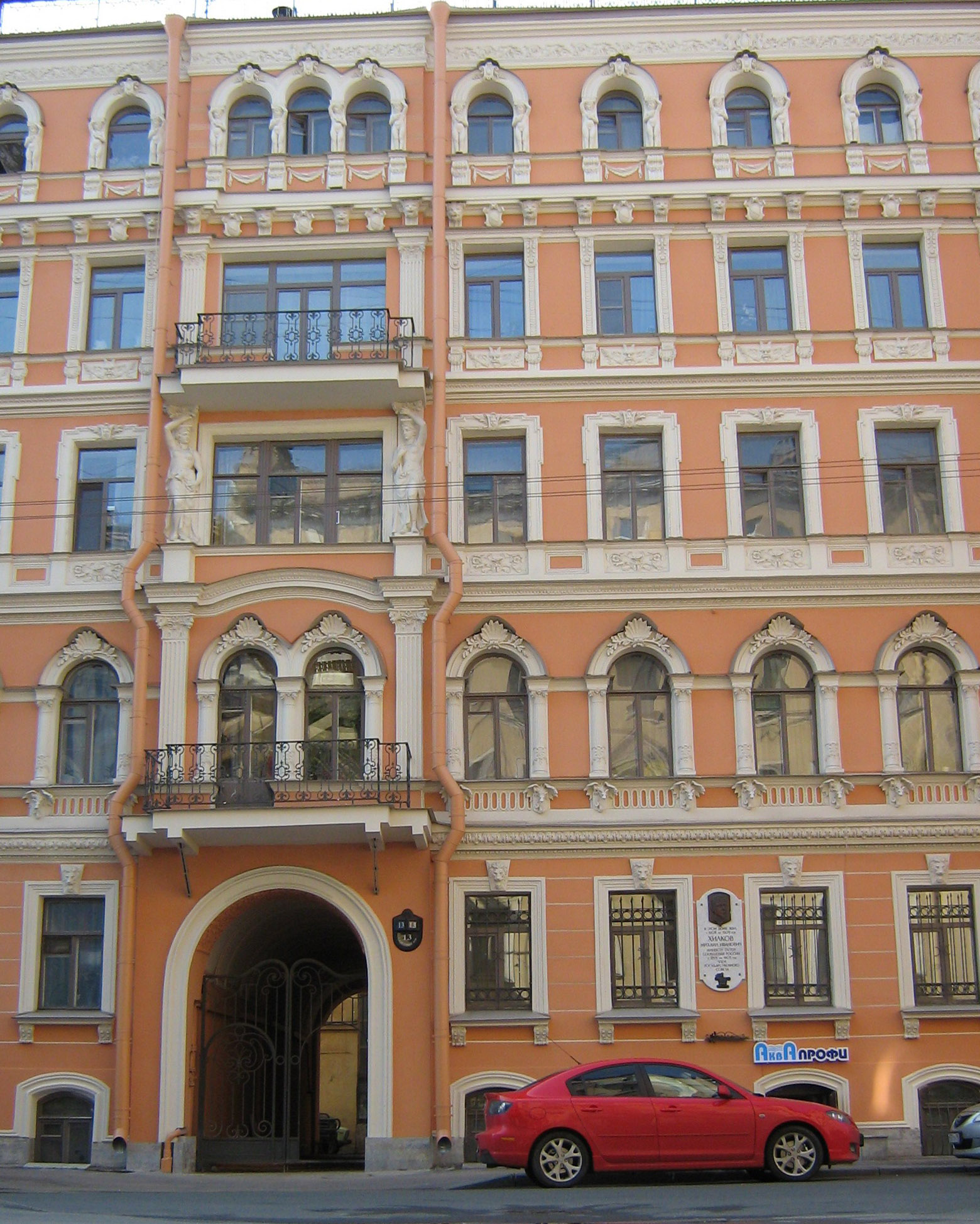
Сапёрный переулок, 13 с мемориальной доской М. И. Хилкову

- Дом № 1 — доходный дом князя В. Н. Масальского, 1896, техник М. А. Андреев.  7831777000
- Дом № 2 — детский сад. Построен по проекту Н. Н. Надёжина в 1981 году. В. В. Попов сравнивал здание с произведениями Ф. И. Лидваля.
- Дом № 3 — особняк архитектора К. И. Брандта построен в 1857 году по его собственному проекту.
- Дом № 4 — доходный дом железной дороги, архитектор Альфред Шарлов, 1903[1].

- Дома № 5 и 7 — в середине XIX века нынешние участки домов принадлежали князю Николаю Петровичу Волконскому (1822—1894), полковнику артиллерии. Там стоял небольшой одноэтажный дом с мезонином. В 1858—1859 годах архитектор Брандт построил каменный особняк (сейчас[когда?] включённый в здание гостиницы). В 1890 году дом был расширен техником Александром Константиновичем Бушем[2].
- Дом № 10 построен в 1838 году архитектором A. П. Гемилианом для майора Мельникова. Дом был двухэтажным, 17 окон по фасаду и являлся одним из самых больших в Сапёрном переулке. За ним располагался обширный сад, который выходил в Глухой Спасский переулок (нынешний Гродненский). Позже дом был продан помещику П. В. Энгельгардту, чьим крепостным был известный украинский писатель Тарас Шевченко. После Энгельгардта владелицей дома была некая Н. А. Тиран. При ней в 1901 году дом был перестроен инженером А. Н. Веретенниковым. В этом виде он и дошёл до наших дней. Дом украшен башенкой, замыкающей перспективу Митавского переулка. Две башенки на дворовых флигелях украшают начало Гродненского переулка.  7831776000 В доме (помещение 8-Н) расположен Дом детской книги.
- Дом № 13 с фигурами атлантов был построен в 1880—1881 годах архитектором П. П. Дейнекой для С. Ф. Англареса. В этом здании жил князь М. И. Хилков (на доме имеется мемориальная доска).  7831778000
- Дом № 19 — доходный дом Е. С. Шиловой, 1878, архитектор В. П. Долотов, принадлежал П. В. Энгельгардту. В этом здании жил действительный тайный советник Ю. С. Булах.  7831779000
- Дом № 24 (ул. Радищева, 34) — находится доходный дом, построенный в 1842 году по проекту В. Е. Моргана. В 1908 году был перестроен под руководством архитектора Г. О. Гиргенсона для комплекса молочного производства М. А. Краузе.  7831780000

В Сапёрном переулке жили: критик А. Л. Волынский (в доме 9/1, с 1909 по 1911), режиссёр Н. П. Акимов (в доме 14, с 1927 по 1929), критик В. В. Стасов (в доме 16, c 1895 по 1896); с домами 10, 13 и 21 связана жизнь поэтессы М. И. Цветаевой.
В доме 8 с 1891 по 1893 жил Д. Н. Мамин-Сибиряк.